# Список послов Малайзии в России
Посол Малайзии в Российской Федерации является главой дипломатического представительства Малайзии в России. Должность имеет ранг и статус Чрезвычайного и Полномочного Посла и базируется в Посольстве Малайзии в Москве .

## История
- Малайзия и Советский Союз установили дипломатические отношения 3 апреля 1967 года[1], а первый посол был отправлен в Москву 6 октября 1968 года.

## Список глав миссий

### Послы в Советском Союзе
| Посол                               | Начало срока       | Конец срока        |
| ----------------------------------- | ------------------ | ------------------ |
| Зайтон Ибрагим Ахмад                | 6 октября 1968 г.  | 15 ноября 1970 г.  |
| Тенгку Нга Мохаммед Тенгку Шри Акар | 4 апреля 1971 г.   | 27 декабря 1973 г. |
| Раджа Азнам Раджа Ахмад             | 10 мая 1974 г.     | 17 июня 1977 г.    |
| Зайнал Абидин Сулонг                | 14 октября 1977 г. | 16 июля 1980 г.    |
| К. Тармаратнам                      | 4 ноября 1980 г.   | 18 января 1983 г.  |
| Дали Мохд Хашим                     | 9 июня 1983 г.     | 6 апреля 1986 г.   |
| М.М. Сатья                          | 8 мая 1986 г.      | 3 июля 1989 г.     |
| Мохаммед Харон                      | 24 июля 1989 г.    | 25 декабря 1991 г. |

### Послы в России
| Посол               | Начало срока        | Конец срока       |
| ------------------- | ------------------- | ----------------- |
| Мохаммед Харон      | 25 декабря 1991 г.  | 3 ноября 1993 г.  |
| Яхья Баба           | 6 декабря 1993 г.   | 7 декабря 2001 г. |
| Камарудин Мустафа   | 3 января 2002 г.    | 2 апреля 2005 г.  |
| Мохамад Халис       | 10 июня 2005 г.     | 30 июня 2010 г.   |
| Зайнол Абидин Омар  | 12 октября 2010 г.  | 5 июля 2015 г.    |
| Хаяти Исмаил        | 29 октября 2015 г.  | 9 июня 2017 г.    |
| Мат Дрис Яакоб      | 18 сентября 2017 г. | 11 января 2020 г. |
| Бала Чандран Тарман | 2020                | 2024              |
| Чеонг Лун Лаи       | 31 января 2024      | действующий       |